# Jorge Nuno Pinto da Costa

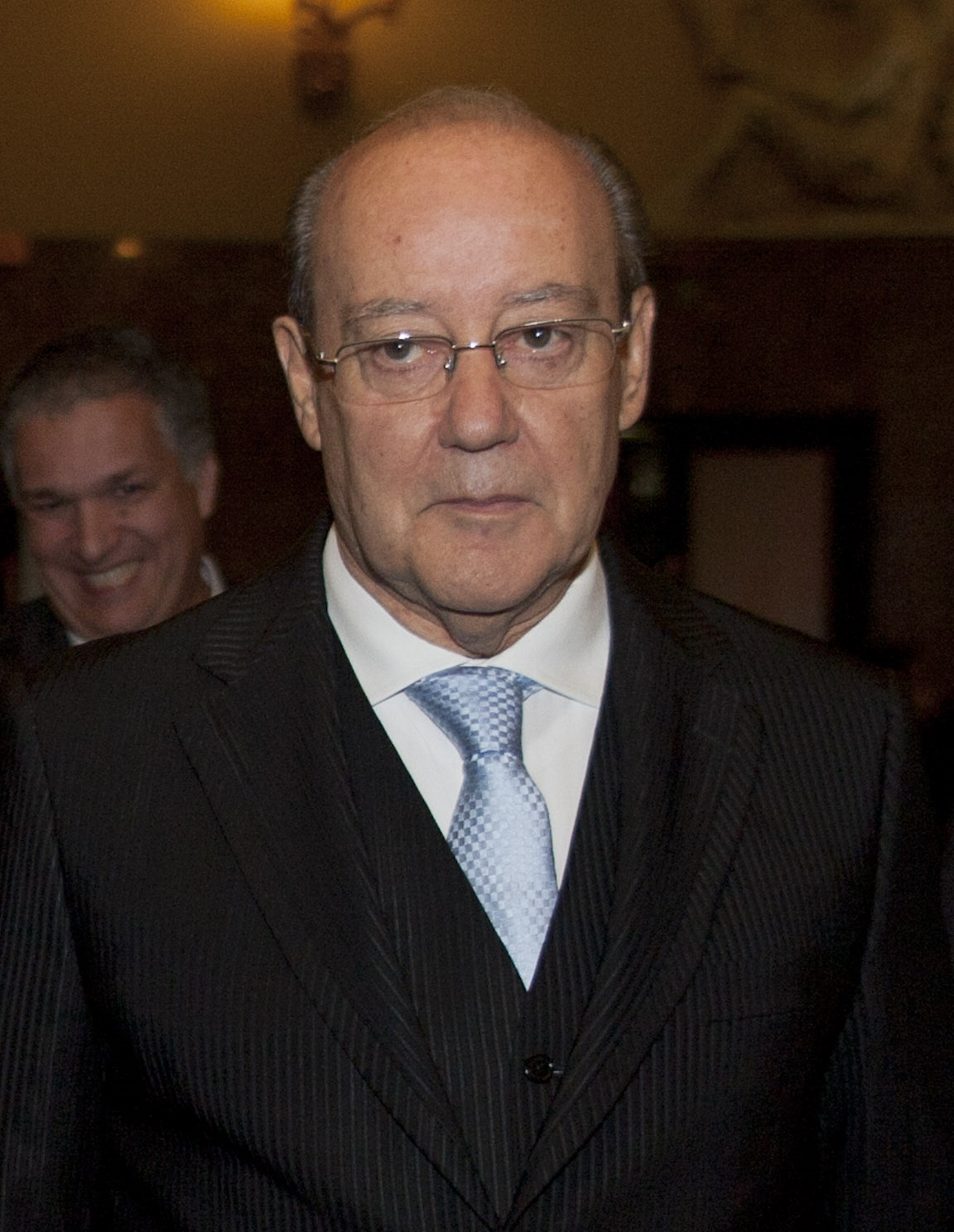
Jorge Nuno Pinto da Costa (2012)

Jorge Nuno de Lima Pinto da Costa (* 28. Dezember 1937 in Porto; † 15. Februar 2025) war ein portugiesischer Bankkaufmann und von 1982 bis 2024 Präsident des Fußballvereins FC Porto. 

## Leben
Pinto da Costa besuchte die Jesuitenschule in Santo Tirso und wurde mit 16 Jahren Mitglied des FC Porto. Seine Funktionärslaufbahn begann 1962, als er Leiter der Rollhockeyabteilung wurde. Nach einer Zwischenstation in der Boxabteilung stieß er 1975 zur Fußballabteilung. 1980 wurde er in den Gesamtvorstand berufen, am 17. April 1982 wurde er zu dessen Präsident gewählt. Von Juli 1995 bis Dezember 1996 war er außerdem Präsident der Liga Portuguesa de Futebol Profissional, dem Dachverband des portugiesischen Profifußballs. Pinto da Costa wurde Ende April 2024 von André Villas-Boas als Präsident des FC Porto abgelöst.
In seiner Amtszeit feierte der Verein die größten Erfolge; so wurden im Fußball zahlreiche internationale und nationale Erfolge wie der Gewinn des Europapokals der Landesmeister 1987 und der UEFA Champions League 2004 sowie das Penta, die fünf aufeinander folgenden portugiesischen Meisterschaften von 1995 bis 1999, und zahlreiche Erfolge in den Abteilungen Handball, Basketball und Rollhockey erzielt.
2005 erschien seine Autobiografie Largos Dias Têm 100 Anos.

## Werke
- Largos Dias Têm 100 Anos, 2005, ISBN 972-99405-0-9